# Nesim Nešadov
Nesim Nešadov (in bulgaro Несим Нешадов?, in turco: Nesim Özgür; Kărdžali, 8 giugno 1973) è un ex calciatore bulgaro, di ruolo centrocampista.

## Carriera

### Club
Durante la sua carriera ha giocato con numerose squadre di club, terminandola nel Bursaspor.

### Nazionale
Conta una presenza con la Nazionale bulgara.